# Faina (cràter)
Faina és un cràter d'impacte en el planeta Venus de 10 km de diàmetre. Porta el nom d'un antropònim turc, i el seu nom va ser aprovat per la Unió Astronòmica Internacional el 1997.